# Banque de développement du Canada
Pour les articles homonymes, voir BDC.
La Banque de développement du Canada (BDC; en anglais : Business Development Bank of Canada) est une société de la couronne qui appartient au gouvernement du Canada. Sa mission est de contribuer à créer et à développer des entreprises canadiennes en offrant des services de financement et de consultation, avec une attention particulière aux besoins des petites et moyennes entreprises (PME).
BDC Capital, une filiale de BDC, offre du financement spécialisé, ci-inclus du capital de risque, du capital de croissance et transfert d'entreprise et des capitaux propres.
BDC joue un rôle complémentaire sur le marché en offrant des prêts et des investissements qui complètent les services d'autres institutions financières.
La banque compte 60 000 clients et 123 centres d'affaires répartis partout au Canada. Son siège social est situé à Montréal, au Québec.

## Mission

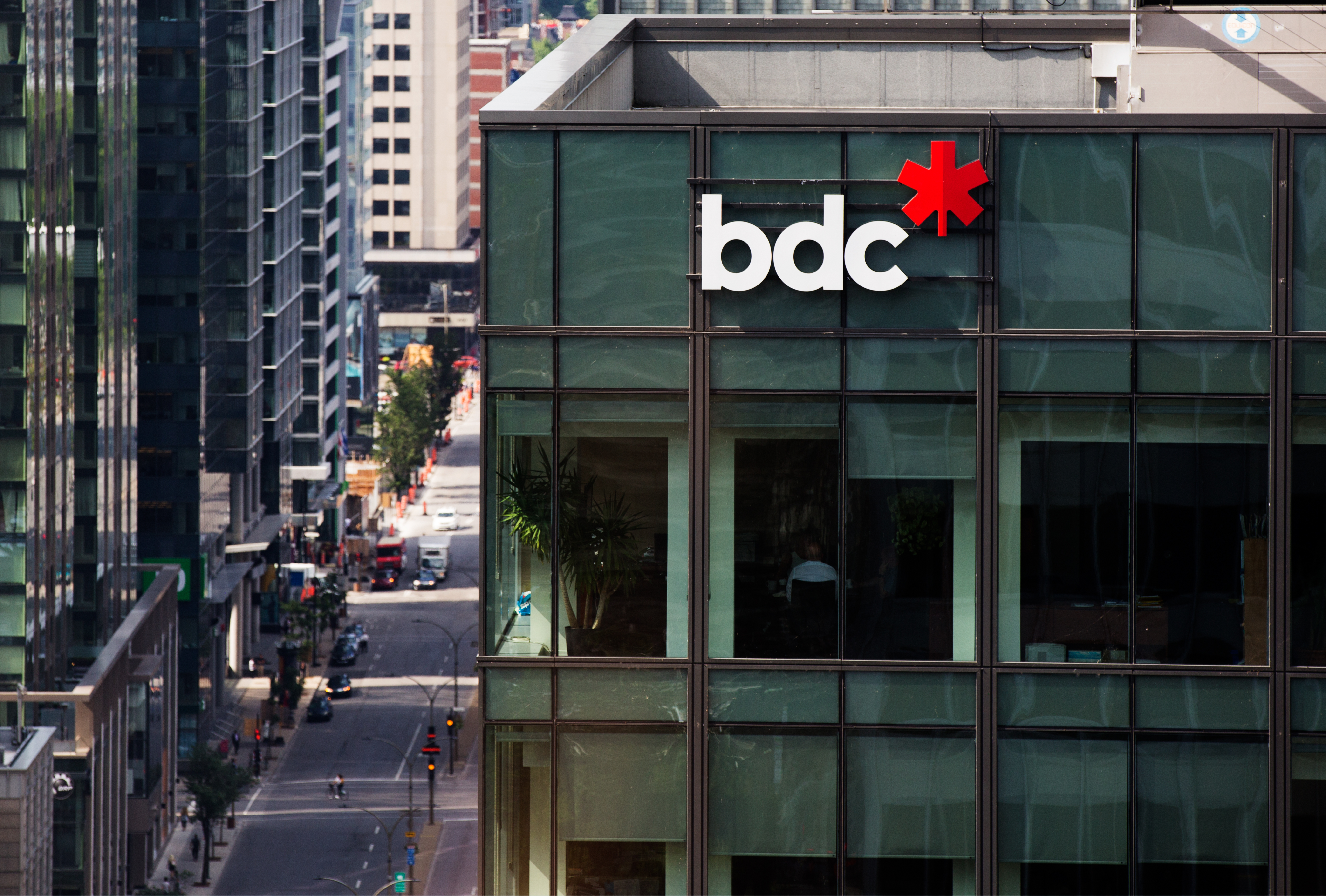
Siège social de BDC - Montréal

Le rôle de BDC est de promouvoir l'entrepreneuriat en accordant une attention particulière aux besoins des PME.
À titre de prêteur complémentaire, BDC joue également un rôle anticyclique, c'est-à-dire qu'elle soutient les PME durant les périodes de ralentissement économique, lorsque l'accès au crédit est plus difficile. Par exemple, en 2009–2010 pendant la crise financière et la récession, BDC a prêté plus d'argent aux entrepreneurs canadiens qu'à n'importe quel autre moment de son histoire. La banque a autorisé 4,4 milliards de dollars (une augmentation de 53 % par rapport à l'exercice financier précédent.)
BDC a un actionnaire unique – le gouvernement du Canada – et lui verse annuellement des dividendes sur ses profits. Depuis 1998, BDC a versé un total de plus de 746 millions de dollars en dividendes au gouvernement,.
La Banque est régie par la Loi sur la Banque de développement du Canada et rend compte au Parlement du Canada par l'entremise du ministre de l'Innovation, des Sciences et de l'Industrie.
Une fois tous les dix ans, le ministre de l'Industrie effectue un examen des dispositions et de l'application de la Loi sur la BDC. Le dernier examen législatif a pris fin en 2014.

## Historique

### Banque d'expansion industrielle (1945-1975)
Même si le projet de création de la banque remonte à 1939, l'origine de la BDC remonte à septembre 1944, lorsque le Parlement canadien a voté la Loi sur la Banque d'expansion industrielle qui institue la Banque d'expansion industrielle (BEI).
La BEI était à l'époque une filiale de la Banque du Canada dont le gouverneur était également le chef de la direction de BEI. Le bureau principal de BEI était à Montréal et son rôle était principalement d'aider les manufacturiers de matériel militaire à reconvertir leurs activités après la Seconde Guerre mondiale.
La loi régissant la BEI a été successivement modifiée, afin de lui permettre d'accorder des prêts à des entreprises de presque tous les secteurs d'activité.
- 1952 - la Loi sur la Banque d'expansion industrielle a été modifiée afin de lui permettre d'octroyer des prêts à des entreprises de services aériens commerciaux.
- 1956 - La Loi sur la BEI est modifiée de nouveau afin de permettre les prêts aux entreprises de transport routier, aux entreprises minières, aux entreprises de construction et aux entreprises de transport des voyageurs[14].
- 1956 - BEI ouvre des bureaux à Halifax et à Calgary.
- 1961 - La Loi est modifiée de nouveau, afin de permettre aux entrepreneurs canadiens œuvrant dans la majorité des secteurs d'activité d'accéder aux services de la Banque d'expansion industrielle.
- 1964 - BEI compte 22 bureaux à l'échelle du Canada.
- 1971 - La Banque commence à offrir des services de consultation et devient ainsi le premier organisme au Canada à offrir des services de consultation, de formation et de planification en gestion aux propriétaires des PME[14].

En avril 1974 un projet de loi est déposé à la Chambre des communes pour réformer la BEI mais la 29e législature du Canada est dissoute en mai et le projet de loi meurt au feuilleton. Le Parti libéral du Canada est réélu lors des élections fédérales du 8 juillet et dépose un nouveau projet de loi en décembre qui est adopté par la Chambre le 4 décembre, le Sénat le 19 décembre et est sanctionné le lendemain.

### Banque fédérale de développement (1975-1995)
Le 2 octobre 1975 la Banque fédérale de développement (BFD) succède à la BEI. La banque est placée sous la responsabilité du ministre de l'Industrie et du Commerce. Elle est considérée par les médias et les milieux d'affaires comme « prêteur de dernier recours » puisque sa loi constitutive lui donne mandat d'aider les entreprises qui ont des difficultés à trouver du financement ailleurs,.
En 1979 les employés des succursales de la Banque fédérale de développement situées dans la vallée du Bas-Fraser en Colombie-Britannique organisent la première édition de la Semaine de la PME, une semaine de célébration des entrepreneurs qui est ensuite adoptée par la banque à l'échelle nationale en 1981.
En 1983 la banque est placée sous la responsabilité du ministre de l'Expansion industrielle régionale.
En 1986 la BFD prend en charge le programme de prêts aux étudiants entrepreneurs relevant jusqu'alors d'Emploi et Immigration Canada.

### Banque de développement du Canada (depuis 1995)
En 1995 le Parlement du Canada adopte la Loi sur la Banque de développement du Canada (BDC) qui permet à la banque de passer du statut de « prêteur de dernier ressort » à celui de prêteur complémentaire aux autres institutions financières.
En 2001 les services bancaires aux Autochtones sont créés.

## Services
BDC fournit des services de financement, de financement spécialisé, de capital de risque et de services-conseils à 60 000 entreprises canadiennes.
La banque n'offre pas de subventions, de prêts sans intérêt, de lignes de crédit, de prêts de nature non commerciale, ni de comptes bancaires ou de dépôts à terme ou de certificats de placements garantis.

### Projets spéciaux
Chaque année depuis 1979, BDC organise la Semaine de la PME BDC, une semaine d'activités de célébration des entrepreneurs .
En 2012, BDC a mis en place Le Groupe de Montréal, une association mondiale à but non lucratif qui réunit plusieurs banques de développement de différents pays soutenues par l'état. Le Groupe de Montréal a pour but d'encourager l'échange d'idées et de meilleures pratiques afin d'aider les micros, petites et moyennes entreprises. Les membres fondateurs du Groupe de Montréal sont BDC (Canada), BNDES (Brésil), la Banque de développement de Chine, Nafinsa (Mexique), Oséo (France), SIDBI (Inde) et la Vnesheconombank (Russie).

### Semaine de la PME BDC
La Semaine de la PME BDC est une célébration annuelle de l'entrepreneuriat organisée par de développement du Canada depuis 1979. Chaque année, quelque 10 000 gens d'affaires participent à près de 300 événements partout à travers le Canada pendant la troisième semaine du mois d'octobre.

## Structure

### Conseil d'administration
Les membres du conseil d'administration de BDC sont: Brian O'Neil (président du conseil d'administration), Isabelle Hudon (présidente et cheffe de la direction), Lena Bullock, Tania M. Clarke, Bill Currie, Vivek Jain, Marie-Soleil Lacoursière, Michael Ladha, Konata Lake, Melanie Nadeau, Tracey Scarlett et Suzanne Trottier .
En aout 2021, Isabelle Hudon prend la tête de la BDC,.

### Liste des présidents
- 2015 à 2021 : Michael Denham
- Depuis 2021 : Isabelle Hudon[27],[28]